# Can Jaume Bo
Can Jaume Bo és una masia del municipi de Sant Joan Despí (Baix Llobregat) inclosa en l'Inventari del Patrimoni Arquitectònic de Catalunya.

## Descripció
És un edifici de planta rectangular, format per planta baixa i pis. La teulada és plana i presenta una torratxa de base rectangular fent al damunt un petit mirador i amb finestres sota arcs de mig punt. Pel darrere és voltada per una terrassa amb balustrada, suportada per columnes de fust llis i que fins fa pocs anys conservaven uns capitells jònics, que ara no es veuen, ja que han tapiat els espais entre columnes.

## Història

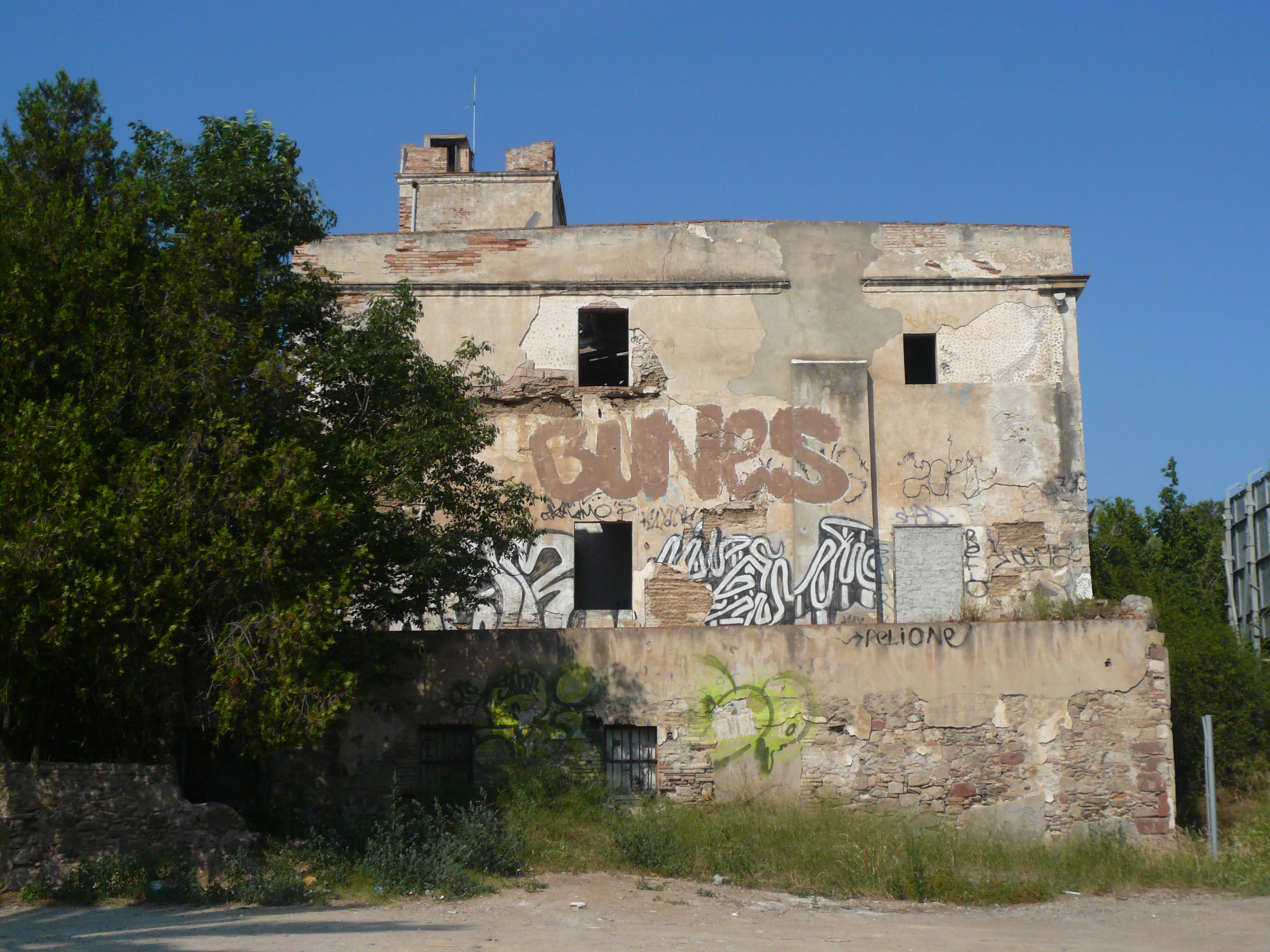
Actualment la masia està abandonada.

Quan ja s'anomenava Torre dels Pardals (al segle xix) era per tothom coneguda per Cal Jaume Bo. Jaume Albareda era el masover del mas propietat d'una família de Barcelona, i era conegut per la seva actitud amical i benèvola vers tothom. Aquí va néixer Enric Albareda, frare a Montserrat, net de Jaume Albereda i fill de Joan Albareda Camprubí, veí de Sant Feliu de Llobregat.
La finca ha estat propietat de la família Valon-Cunillera.